# Transition écologique
Ne doit pas être confondu avec Planification écologique.
 (novembre 2023).
Le concept de transition écologique, élaboré par Rob Hopkins, regroupe un ensemble de principes et de pratiques formés à partir des expérimentations et des observations d'individus, de groupes, de villages, villes ou communes, lorsqu’ils ont commencé à travailler sur les problématiques de résilience communautaire, d'économie en boucle et de réduction des émissions de CO2.
Ces principes ont été déclinés dans les domaines de l’agriculture (permaculture), des usages dans les villes (avec le mouvement des villes en transition) ou plus généralement avec le principe écologique de résilience.

## En France

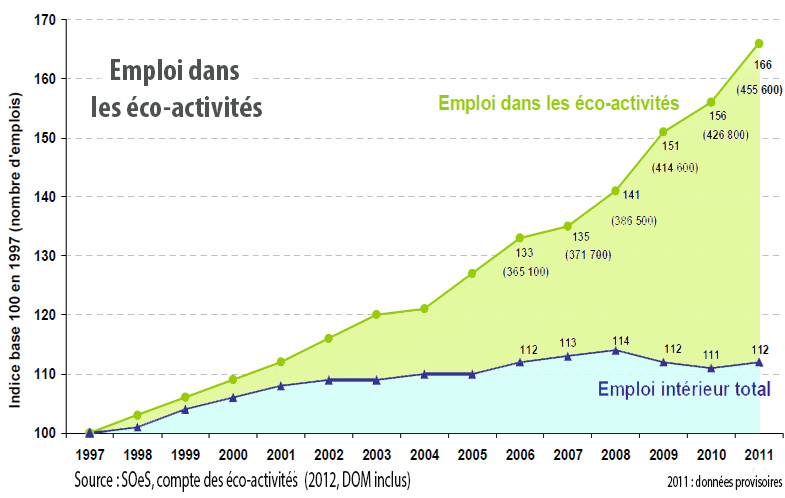
La transition écologique passe notamment par la formation et les métiers de l'environnement.
Courbe de l'emploi dans le domaine des éco-activités (en France, d'après le SOeS).

### Transition énergétique
Après la première et la seconde révolution industrielle, respectivement fondées en grande partie sur l'exploitation des ressources naturelles (sols, poissons, forêts, charbon puis pétrole qui ont été largement surexploités et/ou ont posé des problèmes de pollution et de dérèglement climatique), « une nouvelle transition énergétique est nécessaire ». « En effet, les ressources énergétiques pour répondre à cette consommation, qui sont à 80 % des énergies fossiles (pétrole, gaz, charbon), sont à la fois épuisables, inégalement réparties, tendanciellement de plus en plus chères et première cause du réchauffement climatique. » En 2013, un groupe d'experts a proposé comme définition de la transition énergétique : « Aller vers un modèle énergétique qui permette de satisfaire de manière durable, équitable et sûre (pour les hommes et leur environnement) les besoins en énergie des citoyens et de l’économie française dans une société sobre en ressources naturelles, en énergie et en carbone », et identifie de nombreux enjeux (mix énergétique, politique industrielle, compétitivité et emplois, maîtrise de la demande en énergie, consommation des ménages, justice sociale et précarité, questions climat-énergie sûreté, impacts environnementaux et sanitaires, sécurité d’approvisionnement et balance commerciale, prix, coût, fiscalité et financement, cohérence macro-économique, gouvernance).

### Transition écologique
Lors de la Conférence environnementale sur le développement durable des 14 et 15 septembre 2012, le gouvernement français a décidé d'établir une « feuille de route » sur la transition écologique. Pour cela, cinq tables rondes ont été organisées ayant pour thèmes la transition énergétique, la biodiversité, les risques sanitaires, la fiscalité écologique et la gouvernance environnementale. La majorité des actions de transition écologique se prépare et se met en place au niveau local[Quand ?], par exemple au moyen de projections de films, de rencontres et de création de groupes, y compris dans le monde des entreprises. En juillet 2013, le Conseil national du débat adopte un document portant « synthèse du débat national sur la transition énergétique », organisé autour de 15 enjeux majeurs,.
Des moyens substantiels sont nécessaires pour financer la transition écologique. En mai 2023, le rapport Pisani-Ferry-Mahfouz, élaboré pour France Stratégie, préconisait d'y engager 25 à 34 milliards d'euros supplémentaires de dépenses publiques, chaque année, de la part de l'État et des collectivités. En 2024, l'Institut de l'économie pour le climat (I4CE), de son côté, avançait plutôt une fourchette entre 39 et 71 milliards (dont entre 18 et 52 milliards pour l'État).

### Conseil national de la transition écologique
Le Conseil national de la transition écologique (CNTE), créé en novembre 2013, a par exemple donné son avis sur le « projet de loi relative à la biodiversité » qui vise à mieux intégrer dans le droit français certaines obligations internationales découlant de la convention sur la diversité biologique (CBD) ou du Protocole de Nagoya, du droit européen de l'environnement, dont la directive cadre stratégie pour le milieu marin (DCSMM), ou encore la Stratégie nationale pour la biodiversité (SNB). Ce projet prévoit notamment d'introduire en France le principe de « solidarité écologique » et une Agence française pour la biodiversité.
Le ministère chargé de l’écologie et du développement durable a lancé en mars 2014 une consultation citoyenne et publique (20 mars - 20 avril 2014) sur l'avant-projet de « Stratégie nationale de la transition écologique vers un développement durable 2014-2020 (SNTEDD) » ; une version de la SNTEDD, enrichie des résultats de cette consultation sera soumise au Conseil national de la transition écologique (CNTE) qui donnera son avis sur ce projet. Cette SNTEDD sera ensuite soumise à approbation au « Comité interministériel au développement durable » et succédera à la Stratégie nationale de développement durable 2010-2013. Le projet de stratégie propose pour la période 2014-2020 « des orientations et des priorités pour répondre aux grands enjeux environnementaux (changement climatique, perte de biodiversité, rareté des ressources, risques sanitaires environnementaux) et à leurs conséquences économiques et sociales. Des indicateurs de suivi pour mesurer l’ambition et l’impact des actions et politiques menées en faveur de la transition écologique, seront adossés à la SNTEDD ». Des indicateurs appropriés sont à l'étude en 2014
Un volet important de cette transition est la transition énergétique ; Les premiers éléments du projet de loi sur la transition énergétique ont été transmis à la commission spécialisée du débat national en mars 2014, il s'agit de sept documents de travail (non validés par l'Exécutif) relatifs au soutien des EnR et au nucléaire ou relatifs aux émissions de CO2. Un « complément de rémunération » pourrait soutenir l'électricité verte en « articulation » avec les aides par un tarifs d'achat soutenu ; par ailleurs un organisme indépendant d'EDF pourrait devenir opérateur spécialisé de l'achat d'électricité renouvelable. Des budgets carbone (plafonds d'émissions à ne pas dépasser) pourraient être fixés et révisés à la baisse tous les cinq ans. Selon l'AFP, ces sept documents n'évoquent pas l'objectif précédemment affiché de 50 % de production d'électricité nucléaire en 2025, ni les moyens d'y parvenir, mais le dispositif actuel de mise à l'arrêt définitif et de démantèlement des installations nucléaires devrait être « intégralement » modifié.

### Avant-projet de stratégie nationale (soumis à consultation en mars 2014)
Une consultation citoyenne et publique a été lancée par le ministère chargé de l’écologie et du développement durable en mars 2014 (20 mars - 20 avril 2014)) sur l'avant-projet de « Stratégie nationale de la transition écologique vers un développement durable 2014-2020 (SNTEDD) » ;

une version de la SNTEDD, enrichie des résultats de cette consultation sera ensuite soumise au Conseil national de la transition écologique (CNTE) qui donnera son avis sur ce projet. Cette SNTEDD sera ensuite soumise à approbation au Comité interministériel au développement durable et succédera à la Stratégie nationale de développement durable pour 2010-2013.
L'avant-projet (mars 2014) de la stratégie est construit selon 9 axes transversaux, subdivisés en priorités :
- axe 1 : Développer des territoires durables et résilients, en ayant pour priorités de « préserver la capacité des territoires à bénéficier des services écosystémiques, assurer la résilience des territoires, Développer des modèles urbains durables ; co-construire des projets territoriaux de développement durable »[10] ;
- axe 2 : S'engager dans l'économie circulaire et sobre en carbone, en ayant pour priorités : « réorienter les modèles de production, d’échange et de consommation ; rendre notre économie moins dépendante des ressources non renouvelables ; mettre en place une nouvelle politique industrielle et agricole plus économe en ressources et s'appuyant sur l'innovation ; mobiliser les territoires et favoriser les initiatives locales »[10] ;
- axe 3 : Prévenir et réduire les inégalités environnementales, sociales et territoriales, en ayant pour priorités : « réduire et prévenir la vulnérabilité énergétique ; Prévenir et s'adapter aux impacts du changement climatique sur les populations ; prévenir et lutter contre les inégalités en santé-environnement »[10] ;
- axe 4 : Inventer de nouveaux modèles économiques et financiers, en ayant pour priorités : « élaborer un nouveau cadre de la « norme d’investissement » pour attirer les financements vers des projets liés à la transition écologique ; modifier les comportements des acteurs individuels en changeant les modèles d’incitation et de rémunération de leur performance économique ; associer les acteurs à l’adaptation des modèles économiques »[10] ;
- axe 5 : Accompagner la mutation écologique des activités économiques, en ayant pour priorités « anticiper les mutations économiques liées à la transition écologique et leurs effets sociaux ; accompagner les transitions professionnelles ; informer, inciter et conseiller tous les acteurs économiques afin de faire comprendre et partager les enjeux des mutations sociales et professionnelles ; faire des mutations sociales et professionnelles de la transition écologique un enjeu de responsabilité sociale/sociétale des entreprises et organisations »[10] ;
- Axe 6 : Orienter la production de connaissances, la recherche et l'innovation vers la transition écologique, en ayant pour priorités : « impliquer les parties prenantes dans l'orientation de la recherche ; faciliter les démarches d’innovation avec tous les acteurs ; associer les parties prenantes à une production efficace de données et de connaissances ; faciliter et favoriser l’accès aux données et aux résultats scientifiques »[10] ;
- Axe 7 : Éduquer, former et sensibiliser pour la transition écologique, en ayant pour priorités : « généraliser l’éducation au développement durable de la maternelle à l’enseignement supérieur ; promouvoir le développement d’initiatives, expérimentations et innovations citoyennes favorisant la compréhension et la mise en pratique de la transition écologique. ; favoriser la diffusion et le partage de l’information, notamment environnementale, et faire progresser les capacités d'expertise collective ; aider à la modification des choix et comportements de la société »[10] ;
- Axe 8 : Mobiliser les acteurs à toutes les échelles, en ayant pour priorités : « encourager l'exercice de sa responsabilité par chaque acteur ; développer les alliances, les synergies et les stratégies « gagnant gagnant », notamment par le renforcement de la participation publique »[10] ;
- Axe 9 : Promouvoir le développement aux niveaux européens et international, en ayant pour priorités : « renforcer la gouvernance internationale de l'environnement et du développement durable ; intensifier les négociations sur le climat ; renforcer la protection et la valorisation des écosystèmes et milieux naturels ; promouvoir la transition écologique de l’économie ; Intégrer le développement durable dans les politiques sectorielles de l’Union européenne ; Adapter la politique d’aide au développement »[10].

### Stratégie nationale de transition écologique vers un développement durable
La Stratégie nationale de transition écologique vers un développement durable (SNTEDD), publiée par le CGDD le 9 février 2015, a été élaborée au sein du Conseil national de la transition écologique (CNTE) puis adoptée en conseil des ministres (le 4 février 2015).
Organisée autour de quatre enjeux (changement climatique, biodiversité, raréfaction des ressources, risques sanitaires et environnementaux), elle vaut pour la période 2015-2020. Elle doit se traduire dans les grands documents et plans structurant l’action publique territoriale (dont dans les contrats de plan État-région).
Elle reprend les stratégies préexistantes sur la biodiversité, l’adaptation au changement climatique, le risque inondation, santé-environnement, la stratégie bas-carbone, etc. et se décline ainsi en neuf axes transversaux (voir ci-dessus), regroupés en trois thèmes : définir une vision à horizon 2020 ; transformer le modèle économique et social pour une croissance verte ; favoriser l’appropriation de la transition écologique par tous.
Un rapport annuel sur son application sera soumis au Parlement chaque année (comprenant 39 indicateurs de suivi).
Le 22 mai 2023, la Première ministre Élisabeth Borne présente au Conseil national de la transition écologique le projet élaboré par le Secrétariat général à la Planification écologique (SGPE) pour l'étape 2023-2030 de la transition écologique. Ce projet répertorie les leviers susceptibles d'aboutir à une réduction des gaz à effet de serre « domestiques » de la France à 270 Mt (millions de tonnes) équivalent CO2 en 2030 (hors puits de carbone), soit 138 Mt de moins qu'en 2022, ce qui constitue une forte accélération du rythme de baisse : la France doit réaliser en huit ans la même réduction d'émissions qu'au cours des trente années passées (1990-2022). Les transports, l'industrie et le bâtiment concentreront deux tiers de l'effort nécessaire pour y parvenir. Le secteur des transports, responsable de 32 % des émissions de gaz à effet de serre domestiques de la France (129 Mt équivalent CO2), fournira 27 % de l'effort de décarbonation à horizon 2030 : 37 Mt équivalent CO2, par une réduction sensible de l'usage de la voiture particulière, par le transfert vers la voiture électrique (−11 Mt), par la sobriété liée au télétravail (−3 Mt), le report modal vers le train ou le vélo (−5 Mt), le covoiturage (−3 Mt), le recours au fret ferroviaire ou fluvial pour les marchandises (−4 Mt). L'agriculture, qui représente 20 % des émissions nationales (81 Mt), contribuera seulement pour 13 Mt, soit 9 % des efforts : davantage de couverts végétaux, remplacement partiel des engrais minéraux par des engrais organiques, poursuite de la baisse tendancielle du cheptel, décarbonation des engins agricoles. L'accroissement des puits de carbone n'a pas pu être chiffré, car le réchauffement climatique, et la sécheresse en particulier, affectent cette capacité de stockage. L'industrie représente 18 % des émissions en 2022 (72 Mt), dont la moitié pour les 50 plus grands sites, dans la sidérurgie, la chimie, le ciment ou l'industrie agroalimentaire ; ces 50 sites pourraient à eux seuls supprimer 24 Mt d'ici à 2030, notamment par l'utilisation d'hydrogène décarboné dans la sidérurgie, ou celle d'anodes inertes dans l'aluminium. La séquestration et le stockage du CO2 pourraient aussi supprimer 5 Mt, et les autres sites industriels 11 Mt. Les émissions du bâtiment (résidentiel et tertiaire) ont représenté 64 Mt en 2022 ; le gain attendu pour 2030 est de 34 Mt, dont 8 Mt pour chacun des trois principaux leviers : isoler les passoires thermiques, bannir les chaudières au fioul et réduire le chauffage au gaz ; les efforts de sobriété pourraient supprimer 4 Mt.
Le 23 mai 2023, le ministre de l'Économie Bruno Le Maire écarte explicitement les deux pistes préconisées par Jean Pisani-Ferry et Selma Mahfouz pour financer la transition écologique dans un rapport commandé par Élisabeth Borne : l'augmentation des impôts et l'augmentation de la dette publique. Ce rapport estime que la transition écologique nécessiterait un investissement supplémentaire de 66 milliards d'euros par an, dont 34 milliards assumés par les finances publiques ; il propose une taxe exceptionnelle et temporaire de 5 % sur le patrimoine financier des 10 % des Français les plus riches, prélevée en une fois, qui rapporterait 150 milliards d'euros sur trente ans, soit 5 milliards par an. Il ajoute que l'endettement public serait dans ce cas justifié et pourrait dégager 250 à 300 milliards d'euros cumulés, alourdissant la dette publique de dix points de PIB supplémentaires. Bruno Le Maire propose de financer la transition écologique par le verdissement de la fiscalité (suppression des niches fiscales sur les énergies fossiles, alourdissement des taxes et autres malus sur les véhicules thermiques) ; la mobilisation de l'épargne des Français, notamment par la création d'un nouveau plan d'épargne « Avenir climat » ; le financement par les entreprises et la mobilisation des banques, comme la Banque européenne d'investissement.

### Loi pour l'industrie verte
Le 11 mai 2023, le président Emmanuel Macron annonce un nouveau crédit d'impôt à l'investissement dans le cadre de la future loi pour l'industrie verte. Il sera réservé aux « technologies identifiées dans les textes européens » : panneaux solaires, éoliennes, batteries électriques et leurs composants, pompes à chaleur. Il pourra représenter de 20 % à 45 % des sommes investies dans l'appareil productif, ou dans des actifs incorporels (brevets, licences) et il s'ajoutera aux soutiens déjà apportés aux dépenses de recherche et développement. L'Union européenne a en effet assoupli en début d'année les aides d'État, de façon temporaire et pour les investissements dans l'innovation et les technologies vertes. Cette mesure permettrait de déclencher 20 milliards d'euros d'investissements jusqu'à 2030.

### Critique
Le président Emmanuel Macron a critiqué : « Si vous allez à la Maison-Blanche ou au palais de l'Élysée pour dire : « maintenant, il va falloir vous adapter et payer plus cher », je peux vous assurer que vous accroîtrez les inégalités sociales. »

## En Europe

### Transition énergétique
La transition énergétique, expression apparue dans les années 1970, désigne une évolution importante des énergies consommées par les humains, par rapport au passé (bois, charbon, pétrole, gaz naturel, énergie hydroélectrique, énergie nucléaire, etc.) avec, pour l'avenir, un changement profond des ressources et consommation énergétiques mondiales. Elle a été considérée comme l'un des volets de la transition écologique.
Changer le niveau de production, répartition et consommation d'énergies dépend des évolutions techniques, des prix et de la disponibilité des ressources énergétiques, mais aussi d'une volonté des acteurs : populations, gouvernements, entreprises, etc. pour réduire les effets négatifs du secteur sur l'environnement. Les définitions et scénarios de transition énergétique présentés (par des institutions scientifiques, nationales, ou des ONG) proposent souvent de passer du système énergétique actuel, basé sur des ressources non renouvelables, vers un mix énergétique utilisant principalement des ressources renouvelables.
Cela implique de remplacer, autant que possible, des combustibles fossiles, par des sources d'énergies renouvelables (mais souvent intermittentes) dans de nombreuses activités humaines (éclairage, transport, chauffage, industrie, etc.).
En Europe occidentale, s'il y a un consensus sur la nécessité de diminuer l'usage des combustibles fossiles et sur un recours accru aux énergies éolienne et solaire, deux types de scénarios coexistent : soit réduire progressivement le recours aux combustibles nucléaires (tels l'uranium et le plutonium) ; soit, comme une majorité de pays du monde, conserver l'énergie nucléaire qui est peu émettrice de gaz à effet de serre (liés au changement climatique). 
La transition énergétique comprend aussi une réduction de la consommation d'énergie, notamment en améliorant la performance énergétique des bâtiments (dont l'isolation thermique du bâtiment, en Europe occidentale soumise à un climat tempéré), ainsi qu'au moyen de technologies d'efficacité énergétique, et par un changement des modes de vie (sobriété énergétique).

### Transition écologique
En décembre 2019, la Commission européenne a présenté le « pacte vert pour l'Europe », dont le but est de faire bénéficier les entreprises et citoyens d'une transition écologique durable, par la mise en place d'une feuille de route (réduction des émissions, investissements dans la recherche et les innovations). Selon la Commission « le pacte vert vise aussi à protéger, préserver et consolider le patrimoine naturel de l’UE, ainsi qu’à protéger la santé et le bien-être des citoyens des risques et incidences liés à l’environnement. »

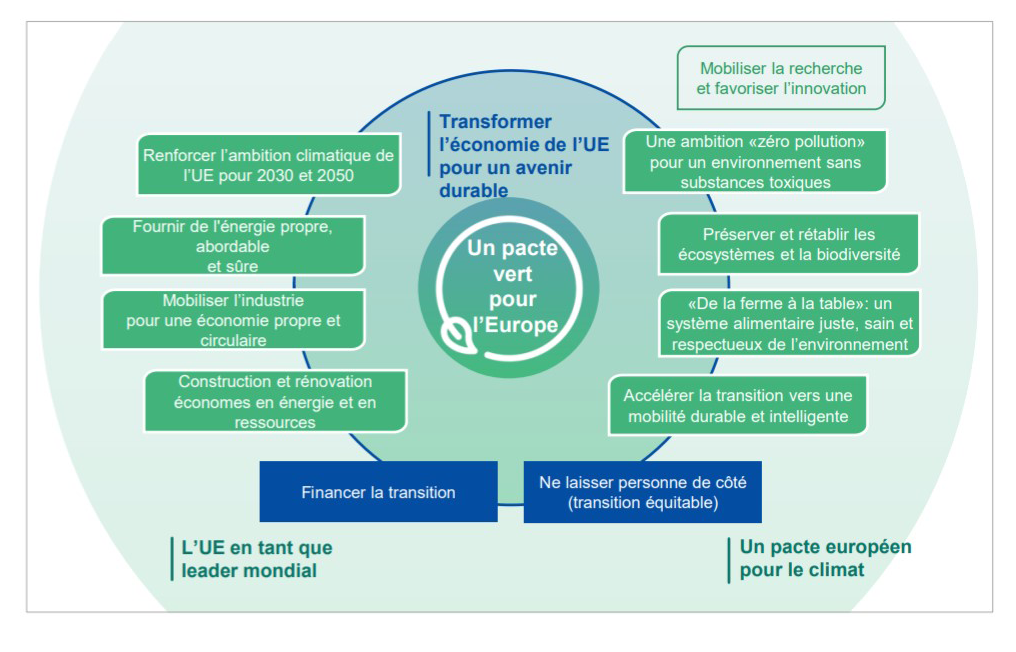
Présentation du Pacte vert.

## De nécessaires changements de comportements

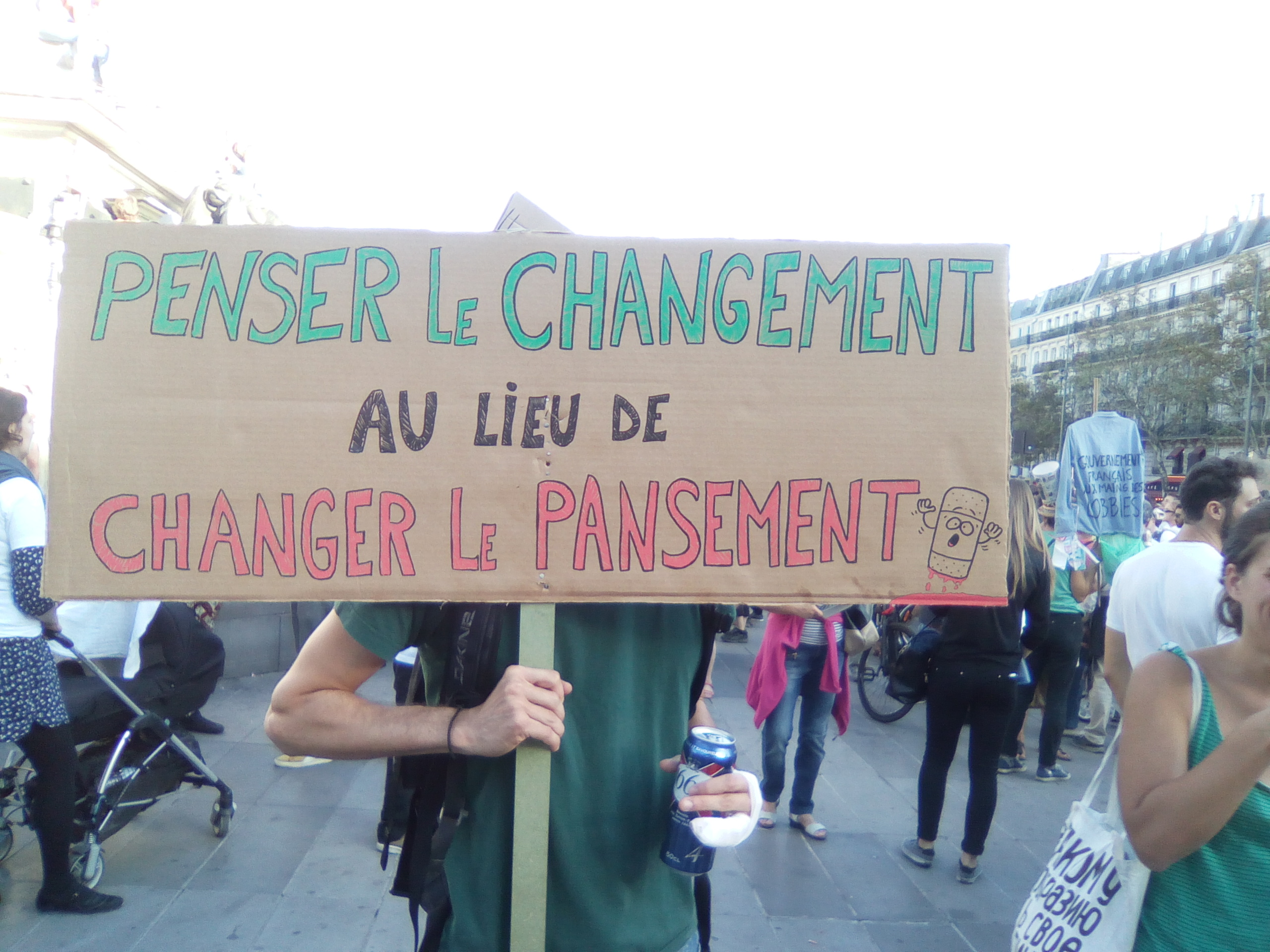
Un manifestant lors de la marche pour le climat à Paris, en septembre 2018.

Pour encourager et accompagner les changements de comportement en France, l'Ademe a publié en 2016 un ouvrage intitulé Changer les comportements, faire évoluer les pratiques sociales vers plus de durabilité qui propose des bases (concepts et conseils pratiques)[Lesquelles ?] à tous ceux qui travaillent sur le changement de comportement des individus et des ménages au service de la transition écologique, en présentant comment des disciplines telles que les sciences humaines et sociales (psychologie, économie, sociologie, etc.) abordent ce sujet de manière complémentaire. Le livre liste aussi les outils existant pour les acteurs publics et associatifs pour l'information, la sensibilisation, marketing, les nudges (incitations économiques, législation, etc.), utilisables à différentes échelles territoriales.
L’Éducation nationale prend aussi sa part dans ce changement profond de la perception de notre rapport à la nature. Longtemps il s’est agi d’une Éducation à l'environnement et au développement durable. Le terme « Transition écologique » n’est cependant toujours pas explicitement présent dans les programmes. Seule apparition, les Instructions officielles de Seconde de Géographie sont centrées sur l’idée de « Monde en transition » , dans une interprétation de ce concept commune à toutes les sciences humaines.

## Planification écologique territoriale
Le laboratoire d'idée The Shift Project estime que la technologie seule ne pourra sauver le monde, et que la sobriété, énergétique et matérielle sera essentielle. Les pistes qu'il préconise consistent à « ne rien faire de mal », puis à « bâtir une administration territoriale au service de la transition écologique et de la résilience ». Il convient de travailler sur l'urbanisme et l'aménagement du territoire de telle sorte que la place de la voiture soit réduite et l'artificialisation des sols ralentie,, et de rendre les territoires résilients en matière alimentaire, économique et de santé. Il faudrait en outre « dégonfler les grandes villes au profit des villages et des villes moyennes »,,. Le WWF prône la mise en place d'une planification écologique.
La création d'un ministère chargé de la « planification écologique territoriale » permettrait à l'administration territoriale de se mettre au service de la transition écologique,, à l’échelle des établissements publics de coopération intercommunale ou des pôles d'équilibre territoriaux et ruraux. Cette échelle territoriale est nécessaire selon Réseau Action Climat - France, l'association négaWatt et l'Agence de l'environnement et de la maîtrise de l'énergie, « la transition écologique doit être territoriale ». Le ministère délégué chargé des Collectivités territoriales est effectivement créé en 2022.

## Critique du concept
En 2008, le collectif Trapese a publié une critique intitulée The Rocky Road to a Real Transition à laquelle Hopkins a répondu. Le débat portait en partie sur la façon dont le changement social est pris en compte.
Le Dictionnaire de la pensée écologique présente quant à lui deux définitions de la « Transition », reflet des débats autour de ce terme. Le premier affirme la dimension téléologique de la Transition écologique, comme avenir inéluctable si l’humanité veut échapper au chaos des dérèglements qu’elle a déclenchés. Le second replace la transition dans le champ des sciences humaines, comme simple outil d’analyse de mécanismes de tous ordres (démographie, politique, économie…) avec des étapes, des champs d’application.
The Shift Project définit les « sept péchés territoriaux » de la transition écologique, : ignorance, technosolutionnisme, cloisonnement, désinvolture, perfidie, agitation, irresponsabilité.
Il faut s'informer des enjeux, tout ne se résout pas par la technique, la sobriété a un rôle à jouer. Tous les sujets sont intriqués, il faut éviter de se disperser, ne pas mettre en place des actions dont on sait qu'elles n'aboutiront pas et agir de manière responsable. Les villes et territoires étant tous différents, The Shift Project ne propose pas de recette unique pour enclencher cette transition, mais fait une liste de recommandation sur l'attitude à adopter pour y parvenir :
- la connaissance des enjeux climatiques pour les populations, entreprises, et décideurs politiques, avec des actions de formation et des bilans carbone, afin de s'assurer d'une coopération maximum de tous les acteurs locaux ;
- une concertation élargie des décisions impliquant les entreprises, associations et citoyens, afin de s'assurer que les décisions soient comprises et acceptées par toutes les parties prenantes concernées ;
- la solidarité, c'est-à-dire la prise en compte des inégalités sociales et territoriales dans les efforts de transition énergétique comme dans les conséquences du changement climatique, qui passe par l'amélioration du lien social et l'inclusion des plus vulnérables ;
- l'audace de remettre en question ses manières d'agir, d'en expérimenter de nouvelles, d'accepter de prendre le risque de se tromper et de continuer de se remettre en question ;
- la cohérence des politiques publiques et des actions locales avec une vision sobre et résiliente du territoire. Cela implique de dialoguer et d'anticiper des modalités d'arbitrage lorsque des compromis sont parfois impossibles ;
- prendre la responsabilité de mettre les enjeux climatiques et de transition énergétique au plus haut niveau des priorités politiques.

### The Shift Project
1. ↑  « Comprendre » [PDF], sur The Shift Project, décembre 2021, p. 24-27.
2. ↑  « Les cahiers « résilience des territoires » » [PDF], sur The Shift Project, 2022, p. 52.
3. ↑  « Agir » [PDF], sur The Shift Project, décembre 2021.
4. ↑  « Une interview dans Ouest France en mai 2022 », sur Jean-Marc Jancovici, 28 mai 2022.
5. 1 2  Laurent Delcayrou et Corentien Riet, The Shift Project, Vers la résilience des territoires : Pour tenir le cap de la transition écologique, Éditions Yves Michel, mars 2022 (ISBN 978-2-36429-217-8), p. 182-183.
6. ↑  « Organiser » [PDF], sur The Shift Project, décembre 2021, p. 66-67.
7. ↑  The Shift Project, Climat, crises : Le Plan de transformation de l'économie française, Odile Jacob, 26 janvier 2022, 256 p..

### Autres
1. ↑  Manuel de Transition : de la dépendance au pétrole à la résilience locale (trad. de l'anglais), Montréal/Escalquens, Les Éditions écosociété, 2010, 216 p. (ISBN 978-2-923165-66-0).
2. ↑  Cité par le ministère de l'Environnement (2015) : Stratégie nationale de transition écologique vers un développement durable (SNTEDD) [PDF], 138 pages ; et résumé [PDF], p. 70.
3. 1 2 3  Synthèse des travaux du débat national sur la transition énergétique, Commission nationale du débat public, 23 juillet 2013, 44 p. (lire en ligne [PDF]).
4. ↑  Présentation synthétisant un rapport du groupe d'experts sur la transition énergétique : Alain Grandjean, « La transition énergétique : de quoi s’agit-il ? »(Archive.org • Wikiwix • Archive.is • Google • Que faire ?) [PDF], 24 janvier 2013
5. ↑  « La transition écologique pousse les entreprises à des alliances inédites », La tribune, 12 février 2013.
6. ↑  « Contributions du groupe des experts »(Archive.org • Wikiwix • Archive.is • Google • Que faire ?) associés au Débat national sur la transition énergétique, publié le 24 juillet 2013.
7. ↑  Pierre Papon, « Pisani-Ferry Jean / Mahfouz Selma, Les Incidences économiques de l’action pour le climat, Paris : France Stratégie, mai 2023, 158 p. URL : https://www.strategie.gouv.fr/sites/strategie.gouv.fr/files/atoms/files/2023-incidences-economiques-rapport-pisani-5juin.pdf. Consulté le 2 août 2023 », Futuribles, vol. 2023/5, no 456 « Repenser l’avenir du travail »,‎ 21 août 2023, p. 118-121 (ISSN 0337-307X, e-ISSN 1958-5764, DOI 10.3917/futur.456.0115a02 ).
8. ↑  Nadia Gorbatko, « Les financements pour la transition écologique de plus en plus sur la sellette », sur actu-environnement.com, 5 septembre 2024 (consulté le 8 septembre 2024).
9. 1 2 3 4  La stratégie nationale de transition écologique vers un développement durable 2014-2020, Consultation publique, le 20 mars 2014.
10. 1 2 3 4 5 6 7 8 9 10  Avant-projet de stratégie nationale de transition écologique vers un développement durable 2014-2020 [PDF].
11. 1 2 3 4  Quel soutien pour les EnR dans la loi de transition énergétique ?, Batiactu, le 20 mars 2014.
12. 1 2 3  Ministère de l'environnement, Stratégie nationale de transition écologique vers un développement durable], SNTEDD, 2015, 138 pages (lire en ligne [PDF] et résumé [PDF]).
13. ↑  Élisabeth Borne dévoile les pistes du gouvernement pour la transition écologique, Les Échos, 23 mai 2023.
14. ↑  Transition écologique : les transports, le bâtiment et l'industrie concentreront deux tiers des efforts, Les Échos, 23 mai 2023.
15. ↑  Transition écologique : Bruno Le Maire exclut tout recours à l'impôt et à la dette, Les Échos, 23 mai 2023.
16. ↑  Emmanuel Macron dégaine un nouveau crédit d'impôt pour l'industrie verte, Les Échos, 11 mai 2023.
17. ↑  « Gilets jaunes» : Macron admet que la taxe sur les carburants était une « erreur » vis-à-vis de la « classe moyenne », Le Figaro, 18 avril 2021 (consulté le 31 mars 2023).
18. ↑  Jean-Baptiste Fressoz, « Pour une histoire désorientée de l’énergie », sur HAL open science, février 2014 (consulté le 9 septembre 2024)
19. ↑  Thierry Michels, « Rapport d'information déposé par la commission des affaires européennes sur la transition énergétique dans l'Union européenne », sur Vie-publique.fr, 25 janvier 2018
20. 1 2  « Que fait l’Europe pour la transition énergétique ? », sur Toute l'Europe, 27 juin 2019
21. 1 2  « Le pacte vert pour l'Europe », Communication de la commission au parlement européen, au conseil européen, au conseil, au comité économique et social européen et au comité des régions, sur EUR-Lex, 11 décembre 2019 (résumé, consulté le 12 décembre 2019).
22. ↑  Changer les comportements, faire évoluer les pratiques sociales vers plus de durablité, accompagné d'une vidéo de présentation de 3 min, Ademe, 2016.
23. ↑  Eduscol, « Programme d’histoire-géographie  de  seconde  générale  et technologique; Page 13 : Géographie : Classe de Seconde : « Environnement, développement, mobilité : les défis d’un monde en transition » », sur eduscol.fr, 1er janvier 2015 (consulté le 1er janvier 2020).
24. ↑  Fairecours.com, « La transition écologique dans l'enseignement », sur Fairecours.com, 1er janvier 2015 (consulté le 1er octobre 2020).
25. ↑  « Un moratoire sur tous les projets de bétonnage routier est demandé », sur Reporterre, 20 décembre 2022.
26. ↑  « ENTRETIEN. Jean-Marc Jancovici veut désamorcer la bombe climatique », sur Ouest-France, 21 mai 2022.
27. ↑  Guillaume Faburel, « Pourquoi il est grand temps de quitter les villes », sur The Conversation, 19 janvier 2023.
28. 1 2  « Jour du dépassement : la France vit aux crochets de la nature », sur Reporterre, 5 mai 2022.
29. ↑  « À Marseille, Emmanuel Macron s’engage sur l’environnement », sur La Croix, 16 avril 2022.
30. ↑  « Qu’attendons-nous d’Élisabeth Borne pour une VRAIE planification écologique ? », sur Réseau Action Climat - France, 16 mai 2022.
31. ↑  « Approche territoriale », sur Association négaWatt
32. ↑  « Sylvain Waserman, nouveau président de l'Ademe : « La transition écologique doit être territoriale » », sur Dernières nouvelles d'Alsace, 11 juillet 2023.
33. ↑  (en) Trapese Collective, « The Rocky Road to Transition », 2008 (lire en ligne).
34. ↑  Dominique Bourg et Alain Papaux (dir.), Dictionnaire de la pensée écologique, Paris, PUF, octobre 2015, 1120 p. (ISBN 978-2-13-058696-8).

#### Sur le concept de transition écologique
- Line Touzeau-Mouflard, « La transition écologique, nouveau lieu commun du droit de l’environnement ? », Revue juridique de l’environnement, 2023/HS22 (volume 48), p. 417-426 (lire en ligne).
- Sémir Badir, « La transition écologique : valeurs aspectuelles », Actes Sémiotiques, 2024, p. 1-14  (lire ne ligne).

#### Sur la mise en œuvre de la transition
- Claire Lamine, Jean Marc Meynard, Nathalie Perrot, Stephane Bellon, « Analyse des formes de transition vers des agricultures plus écologiques : les cas de l’agriculture biologique et de la protection intégrée », Innovations Agronomiques, INRAE,‎ 2009, p. 483-493 (HAL hal-02667262, lire en ligne)
- Rob Hopkins, Manuel de transition : de la dépendance au pétrole à la résilience locale, Écosociété, DG diff., 2010, 211 p. (ISBN 978-2-923165-66-0)
- Tim Jackson, Prospérité sans croissance : la transition vers une économie durable, De Boeck-Etopia, 2010, 247 p. (ISBN 978-2-8041-3275-0)
  - Fiche détaillée de lecture, par l'Observatoire du Management Alternatif, 24 pages
- Christian Arnsperger, « Transition écologique et transition économique : Quels fondements pour la pensée ? Quelles tâches pour l’action ? », sur econosphères, 23 février 2010 (consulté le 22 avril 2022)
- Salvator Juan, La transition écologique, Érès, 2011, 286 p. (ISBN 978-2-7492-1392-7)
- Lydie Laigle, « Pour une transition écologique à visée sociétale », Mouvements, no 75,‎ 2013, p. 135-142 (lire en ligne)
- Dominique Bourg et Bettina Laville, « Transition écologique, plutôt que développement durable », Vraiment durable, no 1,‎ 2012, p. 77-96 (lire en ligne)
- Cécile Désaunay et François de Jouvenel (dir.), Produire et consommer à l'ère de la transition écologique [rapport vigie 2014], Futuribles, 2014 (lire en ligne), (synthèse)
- Raphaël Stevens et Pablo Servigne, Comment tout peut s’effondrer. Petit manuel de collapsologie à l’usage des générations présentes, éditions du Seuil, collection « Anthropocène », 2015, 296 p.
- Malou Delplancke, Sylvain Picard, Camille Patillon et al., « Transition écologique : du défi scientifique au défi pédagogique », VertigO, vol. 21, no 3,‎ décembre 2021 (DOI 10.4000/vertigo.34621)
- Laurent Delcayrou et Corentin Riet, The Shift Project, Vers la résilience des territoires : Pour tenir le cap de la transition écologique, Éditions Yves Michel, mars 2022  (ISBN 978-2-36429-217-8), 200 p.
- Vincent Mignerot, L’Énergie du déni : comment la transition énergétique va augmenter les émissions de CO2, Rue de l'échiquier, octobre 2021  (ISBN 978-2-3742-5279-7).
- Elodie Briche, Trajectoires de transition écologique - Vers une planification dynamique et adaptative des territoires, Quae, 2023, 312 p. (ISBN 978-2-7592-3767-8, lire en ligne)